# Мохамед Мкашер
Мохамед Мкашер (араб. محمد مكشر, нар. 25 травня 1975, Сус) — туніський футболіст, що грав на позиції захисника. По завершенні ігрової кар'єри — футбольний тренер. Наразі входить до тренерського штабу клубу «Етюаль дю Сахель».
Виступав, зокрема, за клуби «Етюаль дю Сахель» та «Клуб Африкен», а також національну збірну Тунісу.

## Клубна кар'єра
У дорослому футболі дебютував 1995 року виступами за команду клубу «Етюаль дю Сахель», в якій провів сім сезонів.
У 2002 році перейшов до клубу «Клуб Африкен», за який відіграв 4 сезони. Завершив професійну кар'єру футболіста виступами за команду «Клуб Африкен» у 2006 році.

## Виступи за збірні
У 1996 році дебютував в офіційних матчах у складі національної збірної Тунісу. Протягом кар'єри у національній команді, яка тривала 9 років, провів у формі головної команди країни лише 17 матчів.
У складі збірної був учасником Кубка африканських націй 1998 року у Буркіна-Фасо, чемпіонату світу 2002 року в Японії і Південній Кореї.
У 1996 році захищав кольори олімпійської збірної Тунісу. У складі цієї команди провів 2 матчі, забив 1 гол. У складі збірної — учасник футбольного турніру на Олімпійських іграх 1996 року в Атланті.

## Кар'єра тренера
Відразу по завершенні ігрових виступів розпочав тренерську кар'єру, увійшовши до тренерського штабу клубу «Етюаль дю Сахель». Спочатку працював з дублерами клубу, згодом став помічником головного тренера основної команди. Частину 2010 року навіть очолював її тренерський штаб.